# Modelo de Naciones Unidas

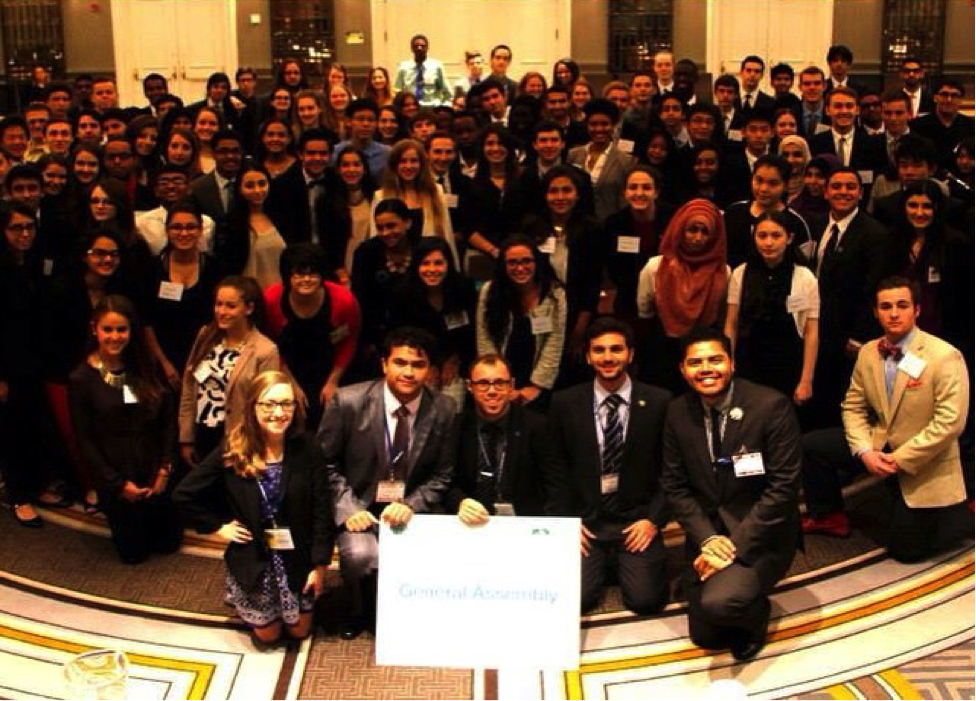
El Comité de la Asamblea General durante GCIMUN 2015 en Nueva York

El Modelo de Naciones Unidas, más conocido como MUN o MNU, es una simulación en la que estudiantes de diversas escuelas o universidades representan a los diplomáticos de los diferentes países miembro de la ONU, debiendo capacitarse en temas inherentes a su cultura, política interior y exterior, economía y sociedad para debatir y resolver temas de tratamiento real en los órganos y comités de la ONU: en América Latina, la Asociación Conciencia en su programa Uniendo Metas, la Asociación para la Difusión de los Principios de las Naciones Unidas de la República Argentina (ANU-AR), la Asociación Dominicana de las Naciones Unidas (ANU-RD), Modelos de Internet de Naciones Unidas (MiNU) y la Organización Argentina de Jóvenes para las Naciones Unidas (OAJNU), son asociaciones civiles sin fines lucrativos cuyo objetivo es buscar sensibilizar a la sociedad sobre temas de escala mundial promoviendo el ejercicio de una ciudadanía responsable, particularmente entre los jóvenes.

## Tipos de Comités
En MUN existen dos tipos de comités, los Regulares los cuales son los que están basados en órganos reales de la ONU como lo pueden ser UNICEF, UNESCO, ECOSOC, OMS, OIT, Consejo de Seguridad, entre otros..
Por otro lado los Irregulares son comités los cuales no poseen la misma dínamica que los regulares, estos son los siguientes :
- Crisis: En crisis se trabaja de una manera rápida en la cual los delegados dependiendo de su cupo puede proponer una solución al topico Asimismo Crisis posee 3 versiones las cuales son:

- - Unicameral: Donde son todos aliados.
  - Bicameral y Tricameral: tratas de hacer que tu cámara sea la ganadora

- VIP: Este es un comité en donde el delegado representa a un filosofo y presenta a el resto la manera de ver el tópico de el mismo,  se llama de esta manera por la naturaleza de los cupos "Very Important People".
- Comité Invesgativo: Cómo su nombre lo indica, en este comité lo único que haces es investigar un tema el cual aparentemente no tiene respuesta
- Corte: Este comite se trata de una imitación ee una Corte real, con los magistrados, las partes litigantes y los jueces (siendo estos la mesa los cuales son los que moderaran el comite y premian a los delegados)
- Parlamento Británico: Esta es una dinamica para delegados experimentados en la cual estos debaten por un tiempo no mayor a 7 minutos sobre un tema en específico. Parlamento británico está dividido por dos bloques la Cámara de Gobierno y la Cámara de Oposición a su vez Estas están divididas en Cámara de Gobierno Alta y Camara de Gobierno Alta, de igual forma estando la Cámara de Oposición Alta y la Cámara de Oposición Baja.

## Documentos
Teniendo en cuenta que "MUN" desarrolla la oratoria y la redacción, se deben redactar varios documentos:
- Documento/Papel de Postura Oficial (DPO/PPO): Este documento se redacta únicamente en comités regulares, en estos se exponen la problematica, la postura del país a representar y las soluciones que se tienen.
- Hoja de Trabajo: Este es un borrador de los documentos finales de los regulares, aquí se divide el comité en bloques (normalmente) con la finalidad de redactar esta, además en esta se agregan las soluciones de las delegaciones.
- Anteproyecto/Proyecto de Resolución: Estos son los documentos finales de los regulares, básicamente son las hojas de trabajo un poco más organizada y corregida, además posee "Clausulas Preambulatorias" que son frases referentes al tópico que la primera palabras inicia con un verbo en gerundio (Ejemplo: Instando al apoyo internacional/Teniendo en cuenta los objetivos de desarrollo sostenible/conduciendo a una sociedad mejor). Normalmente se realiza nada más un "Anteproyecto de Resolución" tomando en cuenta que el "Proyecto de Resolución" tiene unas Clausulas Preambulatorias mucho más largas.
- Plan de Acción: Este es el único documento que se redacta en "Crisis", se mandan planes de acción dirigidos al "Crisis Staff" o "Jefe de Crisis" para que pueda dar las actualizaciones del problema, este es el primer y último documento que se redacta.
- Perfil de Personaje (PP): El "PP" es la variante de un "DPO" pero en vez de exponer la postura de un país se expone la de una persona, a su vez en este nunca se exponen soluciones teniendo en cuenta de que se redacta principalmente en VIP el cual busca debate y no solucionar problemas. (Muy rara vez se redacta un Perfil de Personaje en algún otro comité)
- Manifiesto: Este es el documento final de VIP en donde se expone de una manera más clara y concisa la postura del personaje, este es evaluado por tres jurados los cuales son elegidos por la secretaría de la delegación anfitriona (Casi siempre siendo profesores, faculty's, mesas o el/la secretario/a general), este puede redactarse de diferentes maneras (Con capítulos, parrafos seguidos, etc..) El Manifiesto es el documento más libre de MUN.

## Beneficios
Por los conocimientos teóricos y las actividades prácticas englobadas en los procesos de capacitación y participación del Modelo de Naciones Unidas, favorece a los participantes en el conocimiento y entendimiento de:
- Las preocupaciones en diferentes regiones del mundo.
- La manera en que el trabajo de las Naciones Unidas puede mejorar la vida de la gente.
- Los procedimientos y actividades que regulan y componen la cooperación internacional.

El Modelo de Naciones Unidas ayuda a los estudiantes a formarse en técnicas de persuasión, negociación, redacción y oratoria, en un ámbito de tolerancia y respeto por la diversidad. También ayuda a los participantes a comprender que la mejor forma de resolver los conflictos es a través del diálogo y la negociación. Los comités más representados son los principales órganos de las Naciones Unidas: la Asamblea General, el Consejo de Seguridad, el Consejo Económico y Social y sus respectivas comisiones.
El éxito del Modelo de Naciones Unidas reside en el proceso de preparación e investigación de los temas y en tener una idea clara de la posición de los países en relación con los temas en debate. Otra cuestión de importancia es la ejecución del Modelo, en la cual los alumnos deben asumir el papel de representantes de países y seguir una serie de reglamentos y normas de procedimientos similares a las que utilizan los delegados en las reuniones de los diferentes órganos de Naciones Unidas.

## Representación
En un Modelo de Naciones Unidas se representan los órganos de mayor trascendencia de la ONU, entre los cuales se destacan:
- Asamblea General
- ECOSOC
- UNESCO
- UNEP
- UN Women
- Asia Cooperation Dialogue
- Consejo de Seguridad
- Sala de Tratados Internacionales*
- DISEC
- Consejo de Derechos Humanos.
- Entre otros
- (*): La Sala de Tratados Internacionales no cumple el rol de Órgano de la ONU realmente.

## Etapas
El Modelo de Naciones Unidas cuenta con numerosas etapas, algunas antes de las sesiones y otras posteriormente.

## Tiempo
Cada turno de palabra cuenta con un tiempo determinado, si se te acaba el tiempo puedes hacer 3 cosas:
1) Ceder el tiempo a la mesa: Se acaba directamente tu turno de palabra
2) Ceder el tiempo a preguntas: Permites que las demas delegaciones te hagan preguntas
3) Ceder el tiempo a otro pais: Le das tu tiempo restante al siguiente turno de otro pais

### Preparación
La preparación académica para el Modelo es la etapa fundamental que se lleva a cabo antes de la realización de una simulación. En la preparación, los alumnos deben investigar sobre el tema a tratarse, sobre la situación del país asignado respecto a dicha temática y sobre la política exterior del estado también en referencia al tema a ser tratado. En adición a ello se debe mejorar la oratoria, la capacidad de persuasión y la redacción para aplicarlas luego en el período de sesiones. En esta preparación los estudiantes concurren a embajadas, consulados, bibliotecas y demás lugares para informarse y capacitarse para el modelo.

### Sesiones

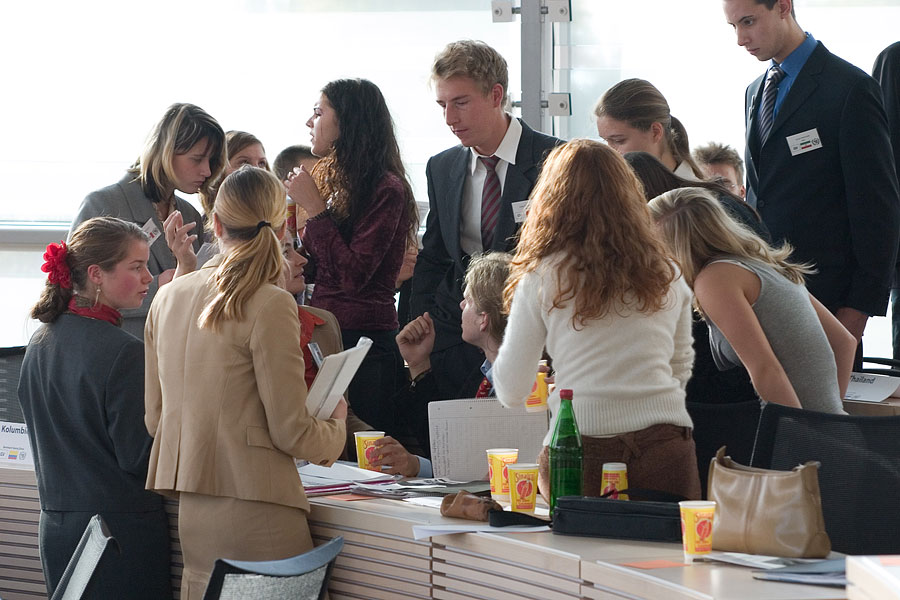
Negociaciones en un MUN de Kiel, Alemania. (2005)

El período de sesiones es el momento en el cual se ejecuta la simulación de una sesión de las Naciones Unidas. Es el momento en el que se ponen de manifiesto todos los conocimientos adquiridos durante la etapa anterior. En esta parte del Modelo, cada participante debe ser capaz de desempeñar su rol de la manera más cercana posible a lo que pueden ser las verdaderas Naciones Unidas. Esto quiere decir:
- Que se mantiene, en todo momento y con todos los participantes, un diálogo formal y respetuoso.
- Que cada delegación debe tratar de representar lo más fielmente posible a la verdadera, para ello puede valerse de:
  - Discursos pronunciados en sesiones de Naciones Unidas..
  - Declaraciones de los mandatarios de cada país.
  - Afirmaciones y/o expresiones que puedan usar los representantes de cada país.
  - Que no podrán comunicarse verbalmente a otras delegaciones mientras el debate está en curso, deberán hacerlo de manera escrita a través de los miembros de protocolo.

## Autoridades

### Secretaría General

#### Secretario General
Suele dar inicio y cierre a las sesiones del modelo además de emitir comunicados, como situaciones críticas ficticias para ser tratadas en carácter urgente por los delegados. Puede ser interrogado y consultado por los delegados y puede presidir momentáneamente las sesiones en los distintos órganos.
,mkmlm

#### Secretario General Adjunto
En los Modelos de mayor magnitud, por la gran cantidad de órganos simulados, puede aparecer la figura de un Representante del Secretario General, al cual cotidianamente se llama Secretario Adjunto o simplemente Adjunto, que realiza las mismas acciones que el Secretario General, para acelerar los trámites y dar mayor dinamismo a las sesiones.

#### Consejero de Grupo Regional
Los delegados de la Asamblea General y de ECOSOC antes de comenzar a sesionar en los órganos, se reúnen en los grupos regionales, organizados según región geográfica en la mayoría de los casos. Dichas reuniones son guiadas por el Consejero de Grupo Regional quien, además de explicar los procedimientos y desarrollo del Modelo, supervisa que el encuentro se desarrolle de manera adecuada.

### Presidente

#### Presidente
El presidente es el encargado de tomar asistencia al inicio de las sesiones, dar lugar a las distintas instancias de las sesiones, aceptar o rechazar mociones y solicitudes, conceder la palabra a las delegaciones y controlar el tiempo de las intervenciones, conceder cuartos intermedios y responder dudas parlamentarias a las delegaciones. En general, alterna funciones con el Vicepresidente.

#### Vicepresidentes
Los vicepresidentes llevan a cabo los procedimientos de la Mesa de Presidencia. Toman nota de la cantidad de delegaciones presentes, confirman si hay o no quórum para proceder con las sesiones, informan la cantidad de votos y/o avales necesarios para obtener las mayorías necesarias, dan lectura a las resoluciones y enmiendas, entre otras. Alternan funciones con el presidente, del mismo modo que lo asisten cuando éste debe tomar alguna decisión que considere delicada o que merezca ser consultada con los mismos.

#### Relator
El Relator es la cuarta y última figura que toma asiento en la mesa directiva. Su función es la de tomar nota de todo lo que va aconteciendo, por lo que por lo general su rol es más pasivo con respecto a los de los otros miembros de la Presidencia.

### Delegación

#### Delegados
Los delegados son los representantes de los diplomáticos de los distintos países. Están asignados a los órganos que se representen. Como máximo suele haber hasta dos delegados por órgano, eso quiere decir que si el país tiene representación sólo en la Asamblea General, la delegación sólo tendrá dos Delegados, que podrán comunicarse verbalmente entre sí, ya que todos los países participantes tienen representación en la misma. A partir de ahí, irá aumentando por dos el número de delegados por país, ya que por cada otro órgano en que la delegación participe tendrá dos delegados más.

#### Embajadores
En los modelos en los cuales se representa más de un órgano y los países son conformados por alumnos de un mismo establecimiento u organización, uno de ellos puede participar en las sesiones de todos los órganos coordinando la forma de actuar ante los temas y cuestiones de sus delegados. Ocupa el rol de jefe de misión o embajador.

#### Ministros
Suele llamarse ministros a los delegados que representan a un país en la [[OMS] o la [OEA]].

## Clasificación de los MUN
Por la cantidad de participantes o de órganos simulados, entre otros factores, se pueden destacar distintos tipos de Modelos.

### Modelos intercolegiales

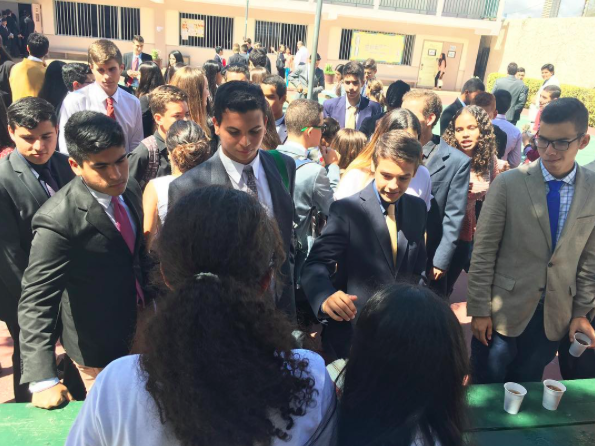
Modelo de Naciones Unidas de Arcoíris

En los Modelos Intercolegiales intervienen delegaciones representando a su plantel educativo. Únicamente participarán las instituciones que estén invitadas al mismo, sin importar su localidad. Es decisión de los organizadores del modelo si participan universitarios. Usualmente en estas conferencias participan bachilleres los cuales pueden ser clasificados según su nivel de experiencia o grado de estudios, en los últimos modelos se está implementando la estrategia de comités junior para que los principiantes se adapten a lo que es un Modelo de Naciones Unidas.

### Modelos regionales
En los Modelos Regionales participan estudiantes de los establecimientos educativos de una región o localidad de un país o estado. 
Entre los Modelos Regionales se destacan los Modelos de Naciones Unidas de Asociación Conciencia que bajo su programa Uniendo Metas desde 1994 lleva adelante la metodología en 22 puntos del país teniendo un alcance que supera los 10000 beneficiarios al año. 
A su vez se encuentra el Modelo de Naciones Unidas que realiza OAJNU (Organización Argentina de Jóvenes para las Naciones Unidas) en la ciudad de Salta, Argentina con una participación de 1200 estudiantes del nivel educativo medio. Empezó en el año 2007, sin embargo, esta organización, ejecuta el Modelo Internacional de Naciones Unidas desde 1995 en la Ciudad de Buenos Aires. Actualmente se realizan Modelos de Naciones Unidas en todas las sedes de la Organización Argentina de Jóvenes para las Naciones Unidas del país, Buenos Aires, Chaco, Córdoba, Corrientes, Mendoza, Santa Fe, Salta y Tucumán.
Además de la mencionada Organización, diversos colegios de la zona sur del Conurbano bonaerense realizan periódicamente Modelos de Naciones Unidas, registrándose el primero en el año 1999. El grupo humano que conforma a los participantes de los modelos de zona sur es notablemente mejor en su calidad moral y ética que el del modelo porteño, ya que no se registraron disputas que hayan llevado a verdaderos conflictos, sino sana competencia entre grupos de amigos.
Otro ejemplo de un modelo de carácter regional es el Modelo de Naciones Unidas para Latinoamérica y el Caribe (MONULAC) que a través de sus distintas versiones en Antigua-Guatemala 2017 y Santiago-Chile 2018, persigue los propósitos de integración regional y participación de la juventud y los estudiantes en temáticas de la agenda global y realización de propuestas de solución. Así mismo, generando redes de amistad y cooperación entre los jóvenes de los distintos países de América Latina y el Caribe, reforzando la identidad regional, pero abriendo la posibilidad de participación de estudiantes de diversas regiones del mundo.

### Modelos nacionales
Los modelos nacionales involucran a estudiantes de las diversas regiones y estados o provincias de un país. 
En Argentina, Asociación Conciencia realiza año tras año desde 2004 un Encuentro Uniendo Metas Nacional en el que jóvenes estudiantes de diferentes localidades del país participan en un mismo evento de un Modelo de Naciones Unidas. 
En el año 2017 se llevó a cabo en la ciudad de Mar del Plata, provincia de Buenos Aires donde más de 1.000 adolescentes se encontraron para debatir temáticas de la agenda global.
De manera oficial, se lleva a cabo el Modelo Intercolegial de Naciones Unidas, organizado por la Asociación Civil Simulacros Educativos Río de la Plata (ACSERP). En 2024, su acto inaugural tuvo lugar en el Estadio Diego Armando Maradona de la ciudad de La Plata y contó con la presencia de diversas autoridades, entre ellas, el intendente de la ciudad Julio Alak; autoridades provinciales; concejales; miembros de embajadas; así como estudiantes, directivos e integrantes de la comunidad educativa de diversas escuelas.
La séptima edición del modelo, celebrada el 25 al 27 de septiembre de 2024 en la República de los Niños, contó con la participación récord de 2.000 estudiantes de 95 instituciones educativas provenientes de 12 localidades y 3 provincias argentinas. Además, se celebró un agasajo diplomático el jueves 26 de septiembre de 2024 en el Pasaje Dardo Rocha, donde los participantes tuvieron la oportunidad de intercambiar experiencias.
España acoge diversos Modelos de Naciones Unidas, especialmente en Madrid: el Modelo de Naciones Unidas de la Universidad Complutense de Madrid (COMPIMUN), único en el país al contar con diversos Comités, tanto relacionados con la ONU como con otras organizaciones internacionales; y el Modelo de Naciones Unidas de la Universidad Rey Juan Carlos (URJCmun), que cuenta con más de 800 delegados, con una estimación del 15% de delegados internacionales. Cuenta con 13 comités: 8 en castellano y 5 en inglés, situándose así como el modelo de Naciones Unidas más importante de España con localización en Madrid.
Asimismo, acoge el de la universidad Carlos III de Madrid (UC3MUN y SYMUN para el modelo realizado entre menores de edad), como uno de los modelos más importantes por cifra de participantes extranjeros, con más de 575 delegados provenientes de 35 países distintos y 60 instituciones educativas de los cinco continentes.
Colombia ha sido el segundo país de América Latina que más acogida ha tenido a los MUNs, realizando dos modelos oficiales del país, COLMUN con sede en Bogotá que en su versión 2016 ha demostrado la calidad que tienen los comités colombianos (comités innovadores y cercanos a la realidad mundial pero también al contexto colombiano). Debido a esta acogida las universidades colombianas han creado en cabeza de sus estudiantes, grupos estudiantiles de representación institucional para la preparación y asistencia de los delegados a dichos modelos entre los que se destacan: MUNUR, ONUANDES, ONUJAVERIANA, ONUJAVERIANA Cali, URDiplomats, ONUExternado, entre otros, como el Modelo de Naciones Unidas de Areandina (CEAMUN) realizado en la ciudad de Valledupar.  
Perú La cultura de los MUN ha evolucionado si bien tardiamente de una manera enorme; desde la fundacion de AENU Perú (Asociacion de Estudios de Naciones Unidas) y de PRIDE Perú (Promotora Internacional de Debate) se albergó una edición de HNMUNLA en el año 2015. En cuanto a las delegaciones importantes del país se encuentran campeonas del mundo y/o sudamerica Peruvian Debate Society (PDS), Peruvian Universities (PU) y la ya extinta International Delegation of Perú (IDP) la cual se disolvio dandole inicio a delegaciones como la delegación mixta GlobMAC Delegation of Perú (GDP). Además, por parte de los directores de PRIDE se fundó historica delegacion escolar United Schools of Perú (USP). En cuanto a equipos universitarios los mas importantes son IRMUN Society (Universidad San Ignacio de Loyola), Consensus UDEP (Universidad de Piura), Club ONU San Marcos (Universidad Nacional Mayor de San Marcos), Northern Society (Universidad Privada del Norte) e International Debate Community (Universidad Privada del Norte).
En cuanto escuelas destacan las delegaciones de Lord Byron Lima, Santa Maria Marianistas, Markham, HUMTEC, Villa Caritas y San Perdro, Altair, Carmelitas, San Silvestre, Casuarinas, Lima High School, De la Salle Arequipa (DLS), De la Salle Cusco, Lord Byron Arequipa, Colegio Max Uhle de Arequipa, Colegio Prescott, De los Sagrados Corazones Arequipa y Domingo Savio. La delegación escolar independiente que más destaca es la delegación escolar Independent Students Delegation (ISD).
En las provincias del país además se cuenta con delegaciones independientes altamente competitivas como lo son, Arequipa Debate, Valley Debate (Lambayeque) y Accs Society (Arequipa)
República Dominicana realiza desde el año 2004, los modelos de las naciones unidas, es una política pública del gobierno dominicano, la autoridad organizadora es la Unidad Modelo de las Naciones Unidas del Ministerio de Educación UMNURD, entidad publica encargada de realizar modelos Distritales, Regionales y Nacionales. Como MINUME Modelo Internacional de las Naciones Unidas del Ministerio de Educación en el cual participan estudiantes nacionales e internacionales, es un modelo totalmente gratuito, donde los participantes llegan por un proceso de selección de tres etapas (Centro, Distrito y Regional), el MINUME es el único y mayor modelo del mundo financiado por un estado miembro de la ONU. En el 2018, participaron 700 delegados dominicanos y 300 extranjeros. En el país se realizan diversos modelos privados gestionados por la Asociación de las naciones Unidas de la República Dominicana ANU-RD, entre ellos están el CILA, NYMULAC, entre otros. 
En Venezuela se realiza desde el año 2002 el Modelo Venezolano de Naciones Unidas (MOVENU) donde participan estudiantes universitarios de todo el territorio nacional, donde participan estudiantes de la Universidad Central de Venezuela, Universidad Metropolitana, Universidad de Los Andes, la Universidad Simón Bolívar, la Universidad Católica Andrés Bello, la Universidad de Carabobo, la Universidad Santa María, la Universidad del Zulia, la Universidad Fermin Toro y la Universidad Rafael Urdaneta, entre otras.
Honduras recibe anualmente desde el año 2020, el Modelo Interuniversitario de Naciones Unidas de Honduras (MINUH), auspiciado por el Comité Organizador de Modelos y Simulaciones en la Licenciatura de Relaciones Internacionales de la Universidad Tecnológica Centroamericana (UNITEC) Campus San Pedro Sula. En el MINUH, han participado más de 500 estudiantes a nivel nacional y regional, integrando las diversas participaciones por comité, donde implementan estrategias de negociación, diálogo y buenos oficios.

### Modelos internacionales
Los Modelos Internacionales son aquellos en que se cuenta con la participación de delegados de diversos países de un continente, o bien sea, del mundo. Dentro de estos destacan:
- Harvard World Model United Nations (WorldMUN)
- PUCUNS Pontificia Universidad Católica de Chile United Nations Society
- Global Classrooms International Model UN (GCIMUN)
- Catalonia Model United Nations (C'MUN)
- Modelo de Naciones Unidas de la H. Cámara de Diputados en México (CONGRESMUN)
- Barcelona International Model United Nations (BIMUN)
- Complutense International Model United Nations (COMPIMUN)
- Pontificia Universidad Catolica del Peru Model United Nations (PUCPMUN)
- Universidad San Ignacio de Loyola Model United Nations (USILMUN)
- Universidad Privada del Norte Model United Nations (UPNMUN)
- Paris International Model United Nations (PIMUN)
- Perú International Model United Nations (PIMUN)
- MUN Metropolitano
- International Delegation of Perú Model United Nations (PINMUN)
- MUN Arequipa (MUNARE)
- Independent Schools Delegation Model Unitede Nations (ISDMUN)
- De la Salle Arequipa Model of United Nations (DLSMUN)
- Model United Nation Tec Campus Puebla (MUNTCP)
- Mexico Model United Nations (MEXMUN)
- National Model United Nations (NMUN)
- Latin American Model United Nations (LAMUN)
- Instituto San Roberto Model United Nations Valle Alto (ISRUNVA)
- Instituto San Roberto Model United Nations (ISRMUN)
- French Mexican Lyceum Model of United Nations(LFMUN)
- Asia World Model United Nations (AWMUN)
- Modelo de Naciones Unidas de Aragua Internacional (MOARNU)
- Modelo Internacional de las Naciones Unidas del Ministerio de Educación de la República Dominicana MINUME
- Modelo de Naciones Unidas de la Universidad Nacional Autónoma de México (MONUUNAM)
- Modelo de las Naciones Unidas de Colombia (COLMUN)
- Modelo de Naciones Unidas de la Universidad del Rosario (MUNUR)
- New York Model United Nations Latin America and the Caribbean (NYMUNLAC)
- Harvard National Model United Nations (HNMUN)
- Harvard National Model United Nations Latin América (HNMUNLA)
- Harvard Model United Nations (HMUN)
- Future We Want Model United Nations (FWWMUN)
- Modelo de Naciones Unidas para America Latina y El Caribe (MONULAC)